# Jean-Louis Ribes
Pour les articles homonymes, voir Ribes.
Jean-Louis Ribes, né en 1959 à Bois-de-la-Pierre (Haute-Garonne), est un joueur français de rugby à XV, qui joue pendant sa carrière au Stade toulousain,.
En 1994, il fonde une entreprise adaptée DSI (Distribution Services Industriels) ayant la particularité d'employer massivement la personne handicapée. mais attendra deux années supplémentaires avant d'avoir l'agrément d'état. Il emploie désormais[Quand ?] près de 84 % de personnes handicapées sur près de 800 salariés pour un chiffre d'affaires de plus de 20 millions d'euros[réf. nécessaire]. Il a gagné le prix de l'entrepreneur social en 2008 qui lui a été remis par Martin Hirsch. Après un considérable développement de DSI, Jean-Louis Ribes commence à travailler en partenariat avec de grands groupes du CAC 40 tels que Airbus Group.